# Agonum corniculum
Agonum corniculum är en skalbaggsart som beskrevs av Thomas Casey. Agonum corniculum ingår i släktet Agonum och familjen jordlöpare. Inga underarter finns listade i Catalogue of Life.